# Phaeotrichales
Phaeotrichales is een orde van Dothideomycetes uit de subklasse Pleosporomycetidae.

## Taxonomie
De taxonomische indeling van Phaeotrichales is als volgt:
Orde: Phaeotrichales
- Familie: Phaeotrichaceae